# Znaki naszych uczuć
Znaki naszych uczuć (jap. ゆびさきと恋々 Yubisaki to renren) – manga autorstwa duetu o pseudonimie Sū Morishita, publikowana na łamach magazynu „Dessert” wydawnictwa Kōdansha od lipca 2019. Na jej podstawie studio Ajia-do Animation Works wyprodukowało serial anime, który emitowano od stycznia do marca 2024.
W Polsce prawa do dystrybucji mangi nabyło Studio JG.

## Fabuła
Yuki jest studentką, która pomimo bycia niesłyszącą od urodzenia, w pełni cieszy się studenckim życiem. Pewnego dnia, podczas podróży pociągiem, poznaje Itsuomiego, przystojnego chłopaka z zamiłowaniem do języków, który studiuje na tej samej uczelni co ona. Itsuomi, choć nie zna języka migowego, wykazuje zainteresowanie dziewczyną. Od tego momentu dwójka zaczyna poznawać się coraz lepiej, a Yuki zaczyna odkrywać rozległy świat wokół siebie.

## Bohaterowie
- Yuki Itose (jap. 糸瀬 雪 Itose Yuki)

Seiyū: Sumire Morohoshi 
19-letnia, nieśmiała, niesłysząca dziewczyna, która uczęszczała do szkoły dla niesłyszących aż do liceum i zapisała się na publiczny uniwersytet. Spotyka Itsuomiego w pociągu i w miarę spędzania wspólnego czasu zakochuje się w nim.
- Itsuomi Nagi (jap. 波岐 逸臣 Nagi Itsuomi)

Seiyū: Yū Miyazaki 
22-letni wielojęzyczny młody mężczyzna, który często podróżuje za granicę. Studiuje na tym samym uniwersytecie co Yuki i zakochał się w niej w momencie, gdy spotkał ją w pociągu.
- Oshi Ashioki (jap. 芦沖 桜志 Ashioki Ōshi)

Seiyū: Takeo Ōtsuka 
Przyjaciel Yuki z dzieciństwa, który potrafi mówić w języku migowym. Jest bardzo opiekuńczy w stosunku do Yuki, ku jej irytacji. Sugeruje się, że może on również może żywić romantyczne uczucia do Yuki.
- Kyoya Nagi (jap. 波岐 京弥 Nagi Kyōya)

Seiyū: Ryōta Ōsaka 
Starszy kuzyn Itsuomiego, który prowadzi bar.
- Rin Fujishiro (jap. 藤白 りん Fujishiro Rin)

Seiyū: Kaede Hondo 
Najlepsza przyjaciółka Yuki, która pomaga jej robić notatki na zajęciach. Bardzo wspiera miłość Yuki do Itsuomiego. Podkochuje się w Kyoyi.
- Ema Nakazono (jap. 中園 エマ Nakazono Ema)

Seiyū: Nao Tōyama 
Przyjaciółka Itsuomiego, która jest w nim zakochana od czasów liceum, mimo że on nigdy nie odwzajemnił jej uczyć. Często próbuje zbliżyć się do niego zbliżyć, jednak ten za każdym razem ją odrzuca. Jej miłość do Itsuomiego jest bardzo oczywista i szybko została zauważona przez Yuki, która początkowo była podejrzliwa.
- Shin Iryu (jap. 伊柳 心 Iryū Shin)

Seiyū: Tasuku Hatanaka 
Najlepszy przyjaciel Itsuomiego i Emy, który pracuje w salonie fryzjerskim. Podkochuje się w Emie od czasów liceum, choć ona nigdy tego nie zauważyła.

## Produkcja
W wywiadzie dla Kodansha USA, autorki mangi stwierdziły, że zdecydowały się uczynić głównym tematem język migowy, ponieważ obie były nim zainteresowane. Jednakże, nie mając wystarczającej wiedzy na ten temat, zdecydowały się na dokładne badania. Przeczytały książki o języku migowym, rozmawiały z nauczycielami oraz poprosiły kogoś, kto mógłby nadzorować poprawność użycia języka migowego w ich dziele.
W rysunkach zaś postanowiły użyć brązowych markerów Copic Multiliner do konturów i tuszu kolorowego Dr. Ph. Martin’s do cieniowania, ponieważ czuły, że nadawało to ilustracjom „miękki i delikatny” styl.

## Manga
Pierwszy rozdział mangi został opublikowany 24 lipca 2019 w magazynie „Dessert”. 24 czerwca 2021 ogłoszono, że seria zostanie tymczasowo wstrzymana, ponieważ scenarzystka i scenopisarka Makiro urodzi dziecko. Publikacja została wznowiona w listopadzie tego samego roku. Wydawnictwo Kōdansha zebrało rozdziały mangi w pojedyncze tankōbony, których pierwszy tom opublikowano 13 grudnia 2019. Według stanu na 13 lutego 2025, do tej pory wydano 12 tomów.
17 lutego 2023 wydawnictwo Studio JG ogłosiło, że nabyło prawa do dystrybucji mangi w Polsce, premiera zaś odbyła się 12 maja tego samego roku.
| Nr | Język japoński       | Język japoński         | Język polski      | Język polski           |
| Nr | Data wydania         | ISBN                   | Data wydania      | ISBN                   |
| -- | -------------------- | ---------------------- | ----------------- | ---------------------- |
| 1  | 13 grudnia 2019      | ISBN 978-4-06-518062-4 | 12 maja 2023      | ISBN 978-83-8257-126-4 |
| 2  | 13 maja 2020         | ISBN 978-4-06-519501-7 | 1 września 2023   | ISBN 978-83-8257-247-6 |
| 3  | 13 października 2020 | ISBN 978-4-06-520971-4 | 29 listopada 2023 | ISBN 978-83-8257-305-3 |
| 4  | 12 marca 2021        | ISBN 978-4-06-522634-6 | 15 lutego 2024    | ISBN 978-83-8257-353-4 |
| 5  | 13 września 2021     | ISBN 978-4-06-524820-1 | 15 maja 2024      | ISBN 978-83-8257-431-9 |
| 6  | 11 marca 2022        | ISBN 978-4-06-527138-4 | 16 lipca 2024     | ISBN 978-83-8257-478-4 |
| 7  | 13 września 2022     | ISBN 978-4-06-529176-4 | 29 listopada 2024 | ISBN 978-83-8257-572-9 |
| 8  | 13 lutego 2023       | ISBN 978-4-06-530723-6 | 28 lutego 2025    | ISBN 978-83-8257-624-5 |
| 9  | 13 lipca 2023        | ISBN 978-4-06-531847-8 | 8 maja 2025       | ISBN 978-83-8257-699-3 |
| 10 | 13 grudnia 2023      | ISBN 978-4-06-534044-8 | —                 |                        |
| 11 | 11 lipca 2024        | ISBN 978-4-06-536193-1 | —                 |                        |
| 12 | 13 lutego 2025       | ISBN 978-4-06-538493-0 | —                 |                        |

## Musical
Musical na podstawie mangi był wystawiany w teatrze Honda w Tokio od 4 czerwca do 13 czerwca 2021. Został wyreżyserowany przez Maiko Tanakę na podstawie scenariusza Sanae Iijimy. Muzykę skomponowała Kiyoko Ogino, za choreografię odpowiadała zaś Kiyomi Maeda. 

### Obsada
- Erika Toyohara – Yuki[30]
- Takahisa Maeyama – Itsuomi[30]
- Manatsu Hayashi – Rin[30]
- Saho Aono – Ema[30]
- Ikeoka Ryōsuke – Oshi[30]
- Kodai Miyagi – Shin[30]
- Ryuji Kamiyama – Kyoya[30]

## Anime
Adaptacja w formie telewizyjnego serialu anime została zapowiedziana 5 lipca 2023. Seria została wyprodukowana przez studio Ajia-do Animation Works i wyreżyserowana przez Yūtę Murano. Scenariusz napisała Yōko Yonaiyama, postacie zaprojektowała Kasumi Sakai, a muzykę skomponowała Yukari Hashimoto. Anime było emitowane od 6 stycznia do 23 marca 2024 w Tokyo MX i innych stacjach. Motywem otwierającym jest „Yuki no ne” (jap. 雪の音) autorstwa Novelbright, końcowym zaś „Snowspring” w wykonaniu ChoQMay. Prawa do streamingu serii poza Azją Wschodnią nabył Crunchyroll.

### Lista odcinków
| №  | Tytuł | Premiera         |
| -- | --- | ---------------- |
| 1  | Yuki’s World Yuki no sekai (雪の世界)                                                                      | 6 stycznia 2024  |
| 2  | To Affection Renren e (恋々へ)                                                                             | 13 stycznia 2024 |
| 3  | Someone is thinking of someone                                                                             | 20 stycznia 2024 |
| 4  | What Kind of Voice? Donna koe de (どんな声で)                                                              | 27 stycznia 2024 |
| 5  | The Answer Kotae (こたえ)                                                                                  | 3 lutego 2024    |
| 6  | I Thought I Wanted to Keep Watching Her Forever Zutto miteitai tte omotteta (ずっと見ていたいって思ってた) | 10 lutego 2024   |
| 7  | Let me introduce you to my girlfriend                                                                      | 17 lutego 2024   |
| 8  | One Small Step Ippo o (一歩を)                                                                             | 24 lutego 2024   |
| 9  | I Don’t Want to Leave Kaeritakunai (帰りたくない)                                                          | 2 marca 2024     |
| 10 | Oushi’s World Ōshi no sekai (桜志の世界)                                                                   | 9 marca 2024     |
| 11 | Promise Yakusoku (約束)                                                                                    | 16 marca 2024    |
| 12 | Our World Watashitachi no sekai (私たちの世界)                                                             | 23 marca 2024    |

## Odbiór
W 2020 roku Znaki naszych uczuć zajęły 17 miejsce w konkursie Next Manga Award. W poradniku Kono manga ga sugoi! (edycja 2021 roku) seria zajęła 9 miejsce w rankingu 20 najlepszych mang dla dziewcząt. Również w tym samym roku manga została nominowana do nagrody Kōdansha Manga w kategorii shōjo. Była również nominowana do tej samej nagrody w 2022 roku. W 2021 roku manga została nominowana do pierwszej nagrody Ebook Japan manga. Została także nominowana do 68. nagrody Shōgakukan Manga w kategorii shōjo.
Sean Gaffney z Manga Bookshelf pochwalił pierwszy tom, nazywając go „doskonałym debiutem” i stwierdził, że pragnie przeczytać więcej. Darkstorm z Anime UK News również docenił pierwszy tom, porównując go do Kształtu twojego głosu, a także nazywając go „pięknie narysowanym i napisanym”.